# سوگندهای استراسبورگ

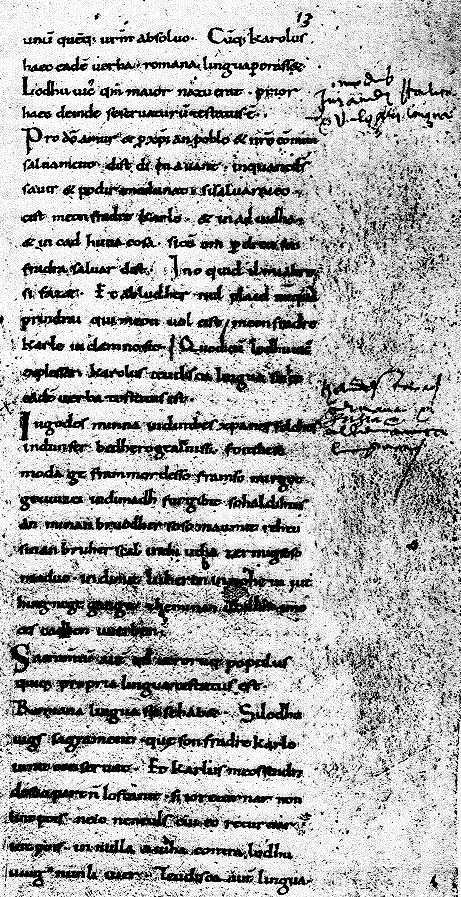
تصویری از نسخهٔ خطی سوگندهای استراسبورگ

سوگندهای استراسبورگ (Sacramenta Argentariae) قدیمی‌ترین متنی است که به زبانی نوشته شده‌است که می‌توان گفت به نوعی مادر زبان فرانسه بوده‌است. این متن در تاریخ ۱۴ فوریه ۸۴۲ نوشته شده‌است و از اتحاد نظامی بین پسر دوم و سوم لویی یکم (پارسا) یعنی شارل دوم (تاس) و لویی دوم (ژرمن) بر ضد برادر بزرگ شان لوتر یکم حکایت می‌کند. لویی ژرمن و شارل تاس هر کدام بخش مربوط به خود را به زبان‌های (به ترتیب) رومی‌تبار و آلمانی‌تبار می‌نویسند تا برای سربازان طرف مقابل قابل فهم باشد.

## موقعیت تاریخی
دلیل درگیری این است که برادر بزرگتر عنوان امپراتور غرب را برای خود انتخاب می‌کند و دو برادر کوچک‌تر ولایت وی را نمی‌پذیرند و در منطقهٔ پلن دبوشه (Plaine des Bouchers) در منو (Meinau) با هم بر ضد وی متحد می‌شوند. در ماه ژوئن سال ۸۴۱ جنگ بین سه برادر در فونتنوا آن پویزه (Fontenoy-en-Puisaye) درمی‌گیرد و با پیمان صلح وردن در سال بعد تمام می‌شود و تقسیم قدرت بین این سه نفر نقشهٔ آیندهٔ اروپا را شکل می‌دهد.
این متن به صورت اصلی و اولیهٔ که نوشته شده‌است حفظ نشده‌است بلکه رونوشتی از آن در یکی از آثار نیتار (Nithard) به نام تاریخ پسران لویی پارسا (L'Histoire des fils de Louis le Pieux) ضبط شده‌است. اهمیت تاریخی آن از عهدنامهٔ وردن که پس از آن نوشته شده‌است کم‌تر است ولی اهمیت زبان شناختی آن بیشتر است چون نشان می‌دهد زبانی رومی‌تبار در فرانک باختری وجود داشته‌است و اثری از زبان آلمانی تبار برای ما نگه داشته‌است.
فیلیپ والتر محقق سده‌های میانه می‌گوید: این متن که نخستین متن به زبان فرانسوی است، ادبی نیست ولی یک سند سیاسی دست اول است که نوشتار به زبان گفتار را نشان می‌دهد.

## نسخه خطی
دو نسخه از متن نیتار باقی مانده است که در هر در کتابخانهٔ ملی فرانسه است. نسخهٔ قدیمی تر در سال ۱۰۰۰ برای صومعهٔ سن مدار د سوازون (Saint-Médard de Soissons) یا سن ریکیه (Saint-Riquier) نوشته شده‌است که هر دو در پیکاردی قرار دارند. در سدهٔ ۱۵ این نسخه در اختیار صومعهٔ سن مگلوار (Saint-Magloire) پاریس است. در سال ۱۶۵۰ ملکه کریستین سوئد آن را خریده و به روم می‌فرستد. پس از مرگ وی کتابخانهٔ واتیکان آن را تصاحب می‌کند و با اشغال روم در سال ۱۷۹۸ این متن در کنار تعداد بسیاری نسخهٔ خطی دیگر به پاریس انتقال پیدا می‌کند. امروز این متن در راهروی لاتین ۹۷۶۸ و ردهٔ ۱۳ قرار دارد. نسخهٔ دوم هم رونوشتی از همین متن است که در سدهٔ پانزدهم تهیه شده‌است و در راهروی لاتین ۱۴۶۶۳ قرار دارد.

## متن لویی
متن لویی و سربازان شارل به زبان رومی‌تبار
متنی که لویی ژرمن می‌خواند به زبان رومی است و تفاوت اندکی با لاتین گفتاری دارد و یکی از نخستین متونی است که به این زبان نوشته شده‌است:
Pro Deo amur et pro christian poblo et nostro commun salvament, d'ist di en avant, in quant Deus savir et podir me dunat, si salvarai eo cist meon fradre Karlo et in aiudha et in cadhuna cosa, si cum om per dreit son fradra salvar dift, in o quid il mi altresi fazet, et ab Ludher nul plaid nunquam prindrai, qui meon vol cist meon fradre Karle in damno sit
که ترجمهٔ آن از این قرار است:
سوگند به خدا، مسیحیان و رستگاری ما، از امروز اگر خدا توان و دانایی بدهد از امروز به بعد در تمام زمینه‌ها انصافاً به برادرم شارل کمک می‌کنم، چنان‌که برادری باید کمک کند، به شرطی که او هم با من همین کار را بکند و با برادرم لوتر هرگز کاری نمی‌کنم که طبق قصد من به برادرم شارل ضرری برساند.
سربازان شارل تعهد می‌کنند:
Si Lodhuvigs sagrament, que son fradre Karlo iurat, conservat, et Karlus meos sendra de suo part non lostanit, si io returnar non l'int pois: ne io ne neuls, cui eo returnar int pois, in nulla aiudha contra Lodhuvig nun li iv er
اگر لویی سوگند خود برای برادرش شارل را نگه دارد ولی ارباب من شارل پیوندش را بشکند، اگر نتوانم او را منصرف کنم، نه من و نه کسانی که نتوانم آن‌ها را منصرف کنم، کمکی به او بر ضد لویی نمی‌کنیم.

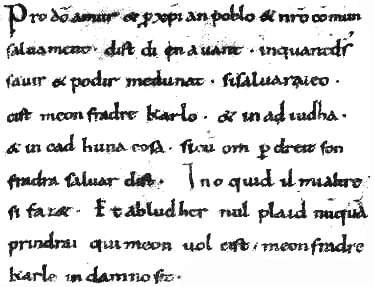
بخشی از یکی از صفحات سوگندهای استراسبورگ

## متن شارل
متن شارل و سربازان لویی به زبان آلمانی‌تبار
این متن به زبان فرانکی راین نوشته شده‌است و شارل می‌گوید
In Godes minna ind in thes christianes folches ind unser bedhero gealtnissi, fon thesemo dage frammordes, so fram so mir Got geuuizci indi mahd furgibit, so haldih tesan minan bruodher, soso man mit rehtu sinan bruodher scal, in thiu, thaz er mig sosoma duo ; indi mit Ludheren in nohheiniu thing ne gegango, zhe minan uuillon imo ce scadhen uuerhen.
سوگند به خدا، مسیحیان و رستگاری ما، از امروز اگر خدا توان و دانایی بدهد از امروز به بعد در تمام زمینه‌ها انصافاً به برادرم کمک می‌کنم، چنان‌که برادری باید کمک کند، به شرطی که او هم با من همین کار را بکند و با برادرم لوتر هرگز کاری نمی‌کنم که طبق قصد من به او ضرری برساند؛ و سربازان لویی سوگند می‌خورند
Oba Karl then eid, then er sinemo bruodher Ludhuuuige gesuor, geleistit, indi Ludhuuuig min herro, then er imo gesuor, forbrihchit, ob ih inan es iruuenden ne mag, noh ih noh thero nohhein, then ih es iruuenden mag, uuidhar Karle imo ce follusti ne uuirdit.
اگر شارل سوگند خود برای برادرش لویی را نگه دارد ولی ارباب من لویی پیوندش را بشکند، اگر نتوانم او را منصرف کنم، نه من و نه کسانی که نتوانم آن‌ها را منصرف کنم، کمکی به او بر ضد شارل نمی‌کنیم.